# いすゞ・エルガLT
エルガLTは、ジェイ・バスが製造し、いすゞ自動車が販売していた9m大型バス。新短期排出ガス規制に対応せず2005年に生産終了した。本項では、エルガLT以前のいすゞの9m大型バスであるBA系、ECM/EDM、キュービックLTについても一括して記述する。

## 9m大型バス
9m大型バスは、路線バスボディの車体幅は大型車と同じ2.5mで全長が中型車並みの9mのバスで、大型短尺車、大型ショート車とも言う。そもそも路線バスは、舗装路がほとんどない戦後しばらくの時代にはこのサイズであった（いすゞ・BX#リヤエンジンバスを参照）。
エンジンは多くの場合、中型車と共通のものをリアエンジンバスでは一般的な縦置きで搭載し、エルガLTの場合はエルガミオと同じ6HH1-S型を搭載する。
いすゞ自動車は昔からこのタイプの車両に強く、ボンネットバスからリアエンジンバスに変わっても、BA系、ECM/EDMを製造していた。急カーブの多い山間部や狭隘路線では、車幅よりも車体長の制約が強い路線が多く、9m大型バスはそうした路線環境を持つユーザーに好まれた。さらに厳しい路線環境を持つユーザー向けには車体幅を狭めたナローボディ車が存在した。大型ショートのナローボディ車は、車体幅は中型車と同じであるが、大型車用の車体をそのまま狭くした形で、車体断面は中型車とは異なる。またサスペンションや車輪などは大型車と同じものを使用する。ナローボディ車は1980年代中期まで製造されたが、中型車の性能向上などにより役目を終えた。
また9m大型バスは教習車として使われることも多い。エルガLTのモデル廃止の大きな理由の一つが、大型二種免許試験の試験車両が中型免許制度の新設に伴い、9m車から11m車に変更されたことである。このため、中型免許制度の新設以前には強い需要のあった教習車は11mバスが求められるようになり、エルガLTのモデル廃止に繋がった。

## シリーズの変遷

### BA/BR系
- 1956年 - それまでの普及版（主に路線仕様）フレームレスリヤエンジンバスBX91X/95Xの改良型としてBA141/151が登場。105pのDA110型を搭載。車体メーカーは型式末尾のアルファベットで区別され、Aが川崎、Bが帝国、Cが西工、Dが富士であった。
- 1957年 - DA120型118ps搭載でBA1がBA3になる。
- 1960年 - 125psにパワーアップしBA5＊＊となる。この形式は1966年、BA20/10に集約される。
  - この頃、深夜運行の増加とバスガール（女性車掌）の労働時間の制約問題からワンマン化が進み、2扉化が顕著となる。それまでのバスは扉は1箇所であった。
- 1960年 - BA系を軸距4.8mに伸ばし、DA120型にターボを付けたBR151が登場。この形式は1963年のBR20型を経て、1966年にBA30となる。BA30はターボ無しDA640型 (130ps) を搭載。
- 1961年 - BA/BR系エンジンをDA640型に換装。さらにBA741/743型が追加。この形式は1966年にBA20/10となる。丸形のリヤグリルが特徴であった。
- 1964年 - 車両制限令が適用されることになり、2.25m幅のナローボディBA10N/20Nが登場。以下、括弧内スペックは全長/軸距/全高/全幅/エンジン/馬力の順で記載。
  - BA10N（8.60m/4.3m/3.03m/2.25m/DA640型/130ps）
  - BA20N（9.15m/4.3m/3.03m/2.25m/DA640型/130ps）
- 1966年 - BA/BR系が全てBA系に統合される。
  - BA10（8.60m/4.3m/3.03m/2.45m/DA640型/130ps）
  - BA20（9.15m/4.3m/3.03m/2.45m/DA640型/130ps）
  - BA30（9.65m/4.8m/3.05m/2.45m/DA640型/130ps）
- 1968年 - BA-N系に、さらに短いボディのBA01N/05Nも追加。
  - BA01N（8.07m/3.9m/3.06m/2.25m/DA640型/130ps）
  - BA05N（8.57m/3.9m/3.06m/2.25m/DA640型/130ps）
- のちに、BA10/20はE＊M430へ、BA30はCLM470へ、BA-N系はBK30〜CCM系へ、それぞれ発展する。

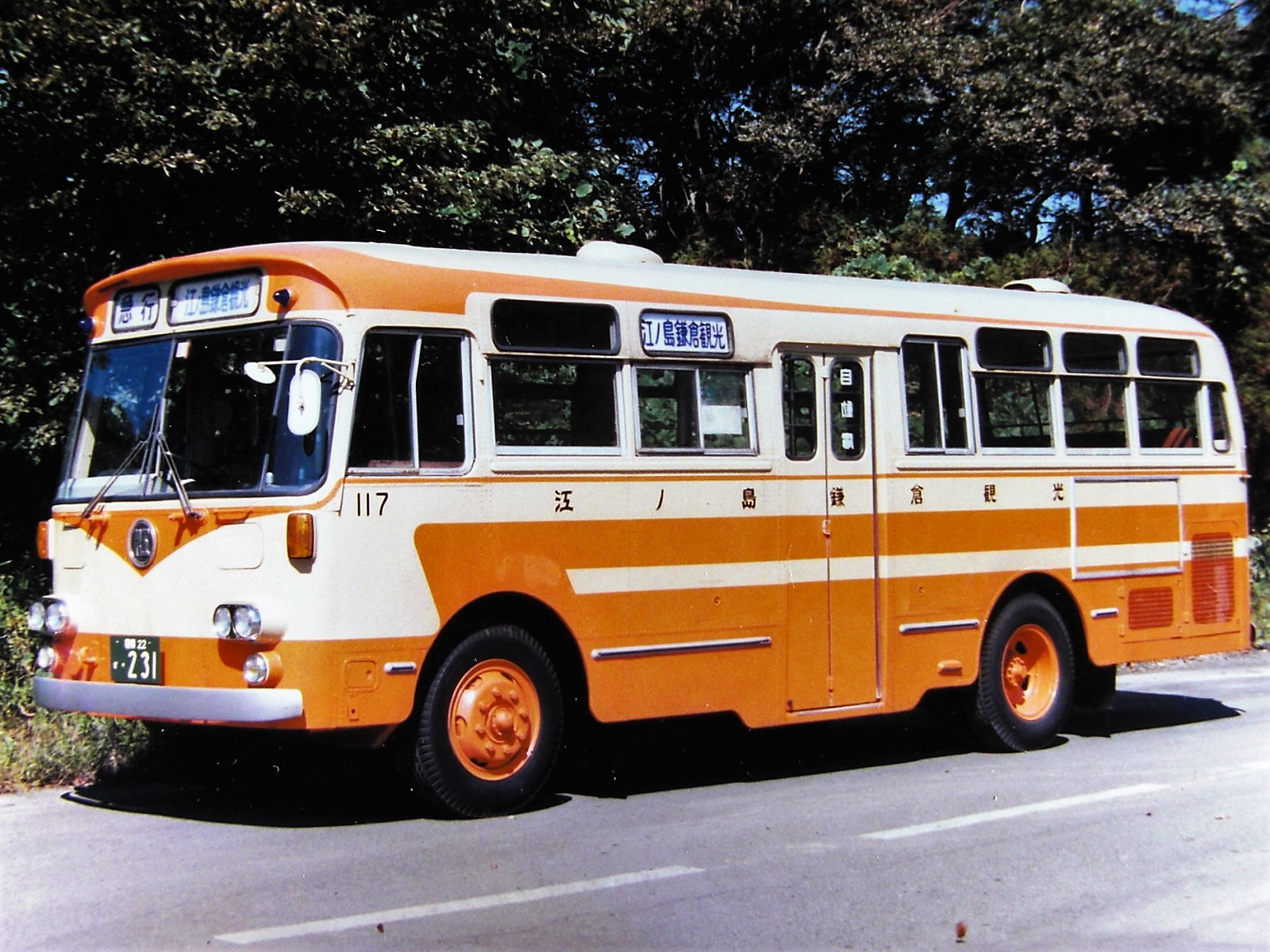
BA10 江ノ島鎌倉観光 富士重工車体
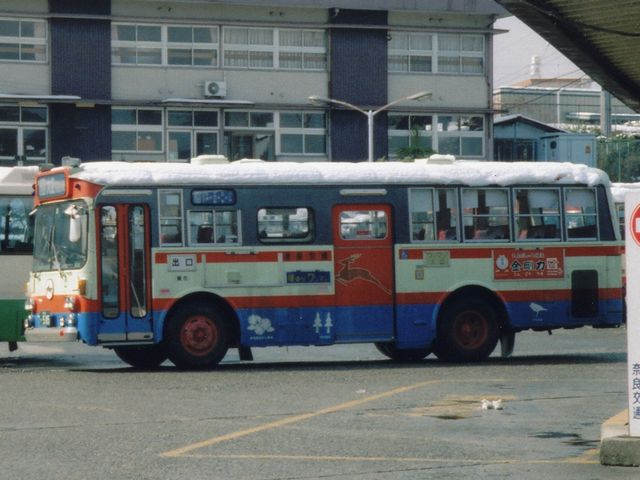
BA20 奈良交通
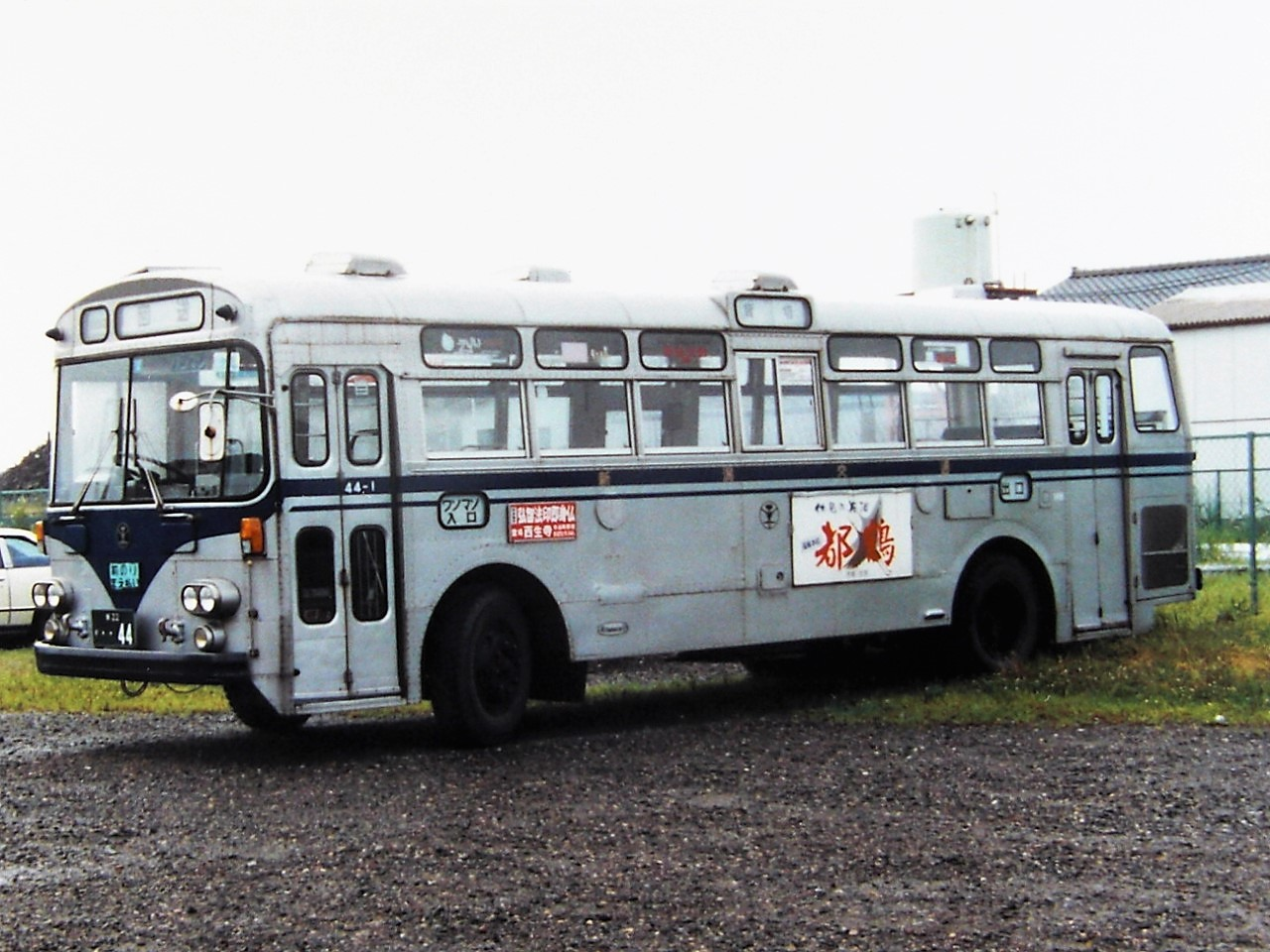
BA30 新潟交通 北村製作所車体
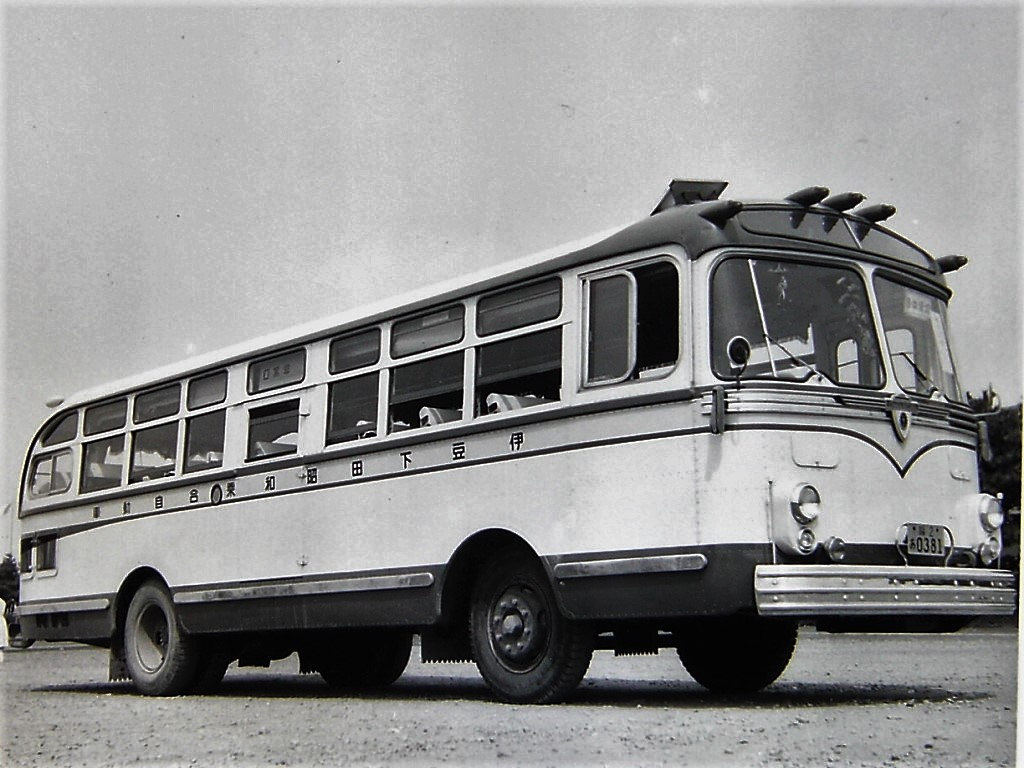
BA341P 伊豆下田昭和乗合自動車
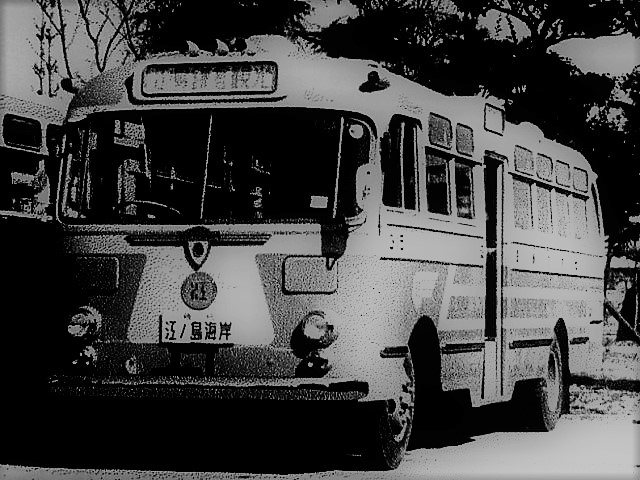
BA351D 江ノ島鎌倉観光 富士重工車体
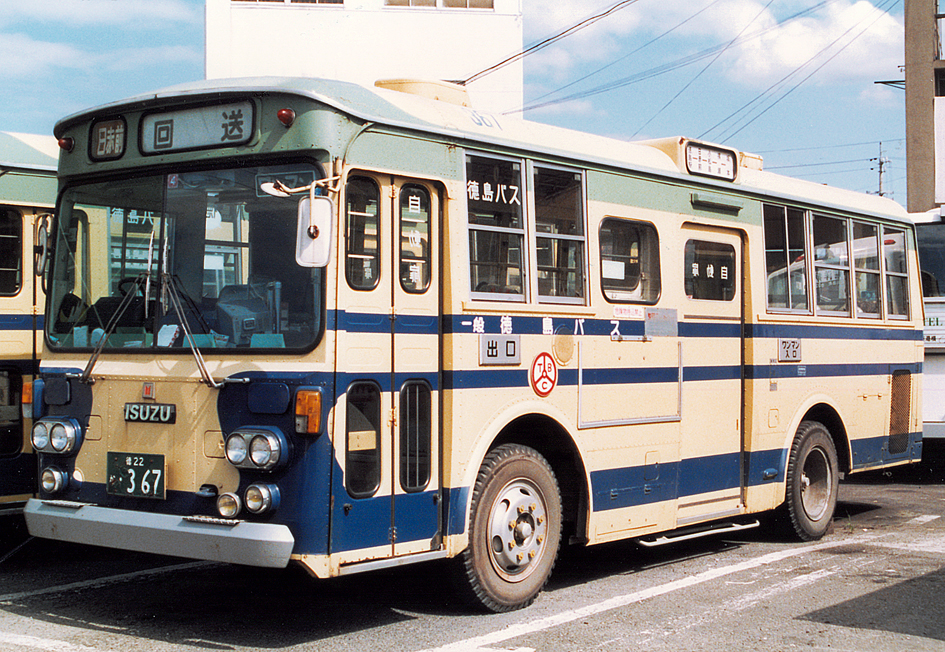
BA05N 徳島バス ナロー車

### BB/BS系
- 1956年 - BB141/151：BA系のフレーム付きシャーシ。フロントエンジンバス専門架装メーカーにも販路を拡大。
- 1966年 - BS10/20：BA系のフレーム付きシャーシ。
  - これらのフレーム付きシャーシは、後の自走輸出モデルLT1/LT4や大型LV1/LV4へと継承される。型式の1はリーフサスのフレーム付き車、4はエアサスのフレーム付き車を表す。

### ECM/EDM
1979年に昭和54年排出ガス規制に適合し、BA系からのフルモデルチェンジで登場。台湾では1990年代までECM/EDMシャーシのバスの生産が続けられていた。

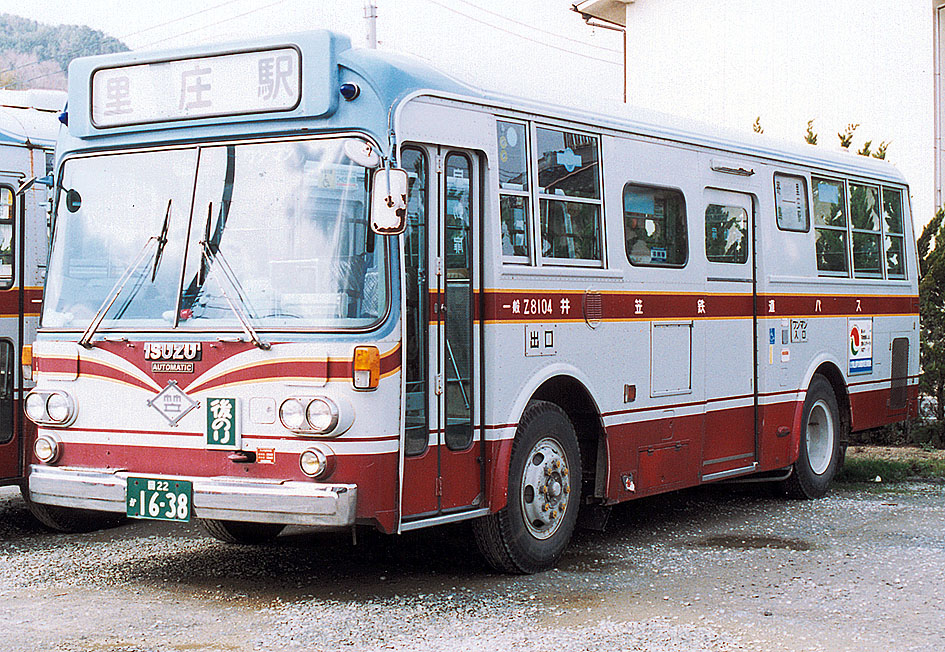
K-ECM430（AUTOMATIC車） 井笠バス
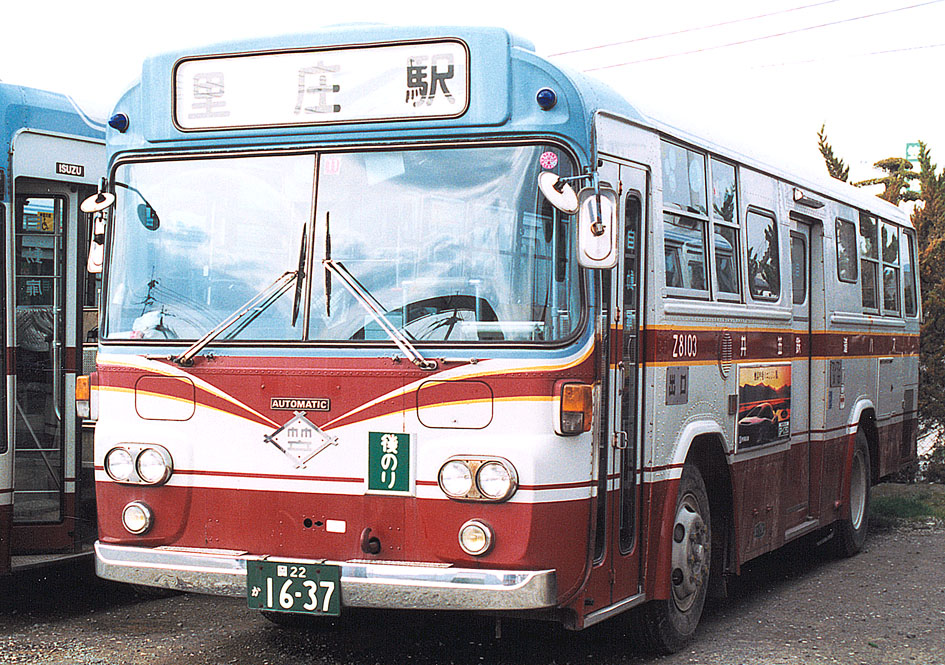
K-ECM430（AUTOMATIC車） 井笠バス 富士3E架装
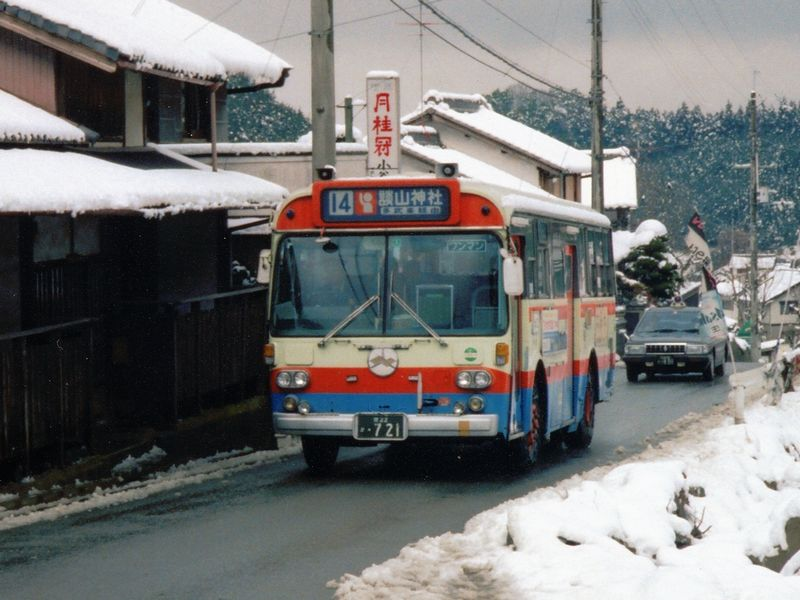
K-ECM430 奈良交通
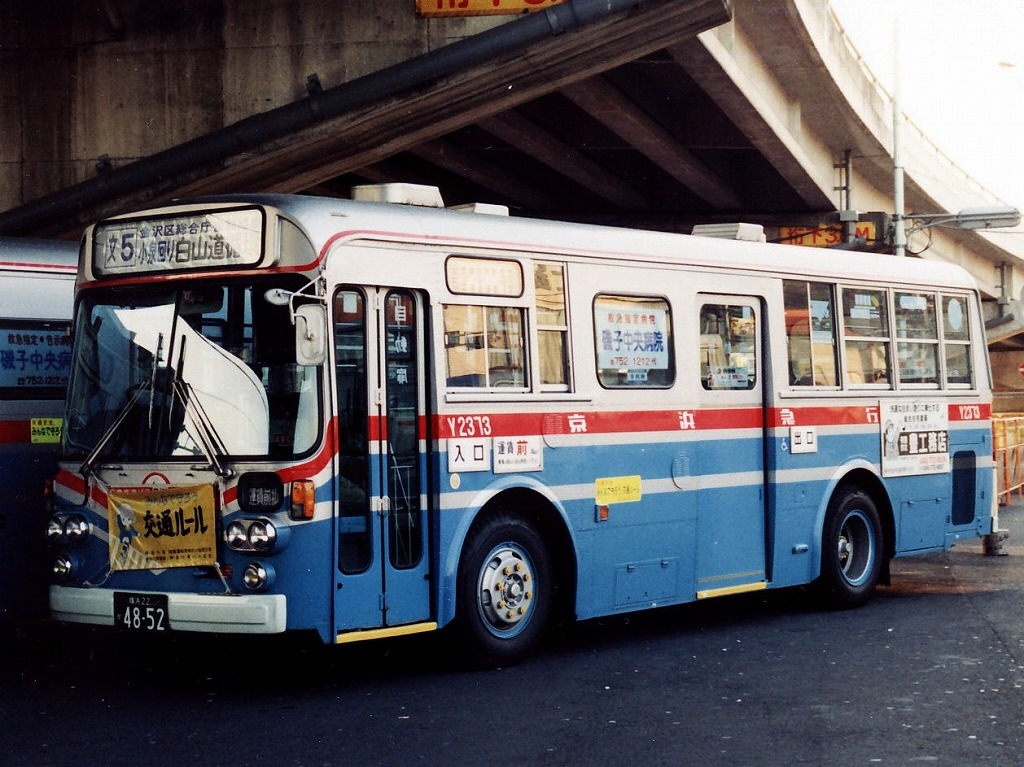
K-EDM430N 京浜急行 ナロー車
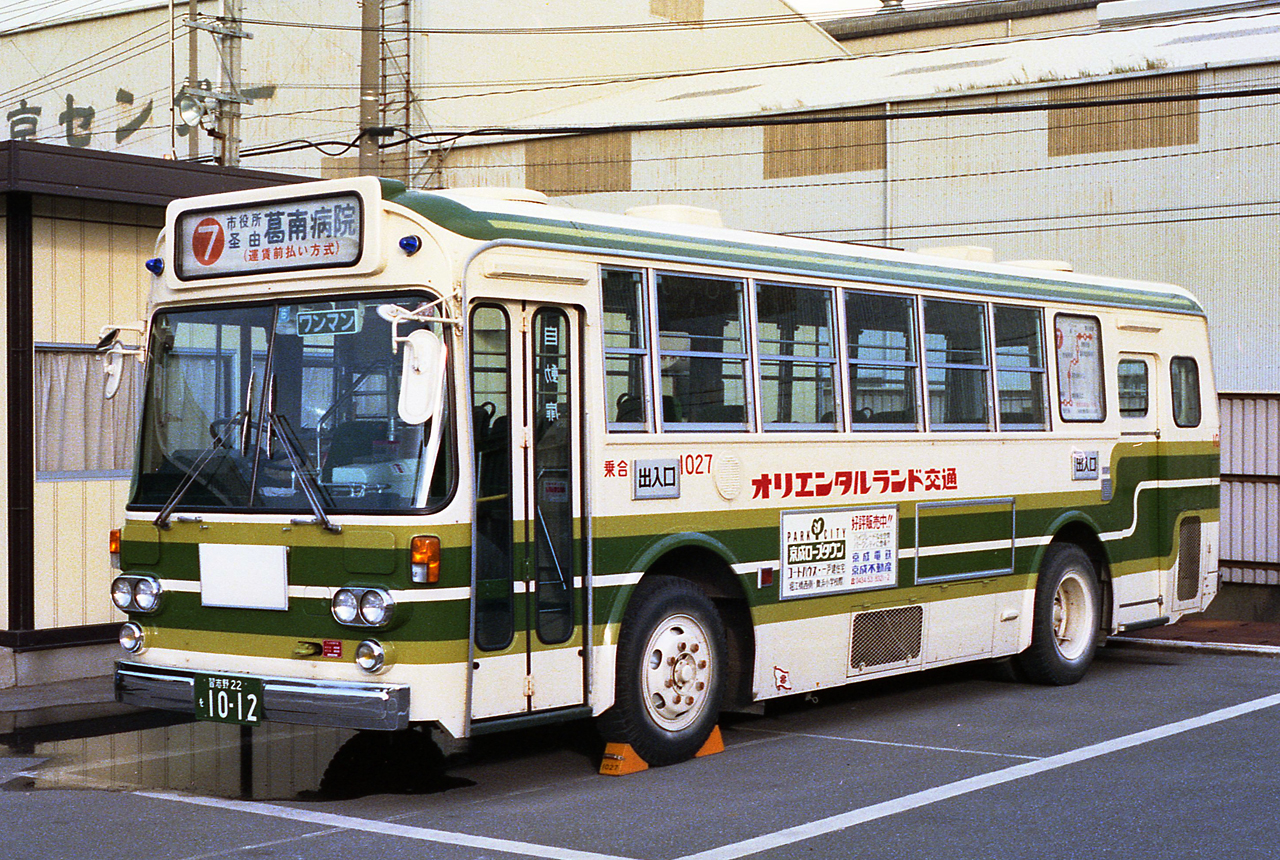
K-ECM430N オリエンタルランド交通 ナロー車
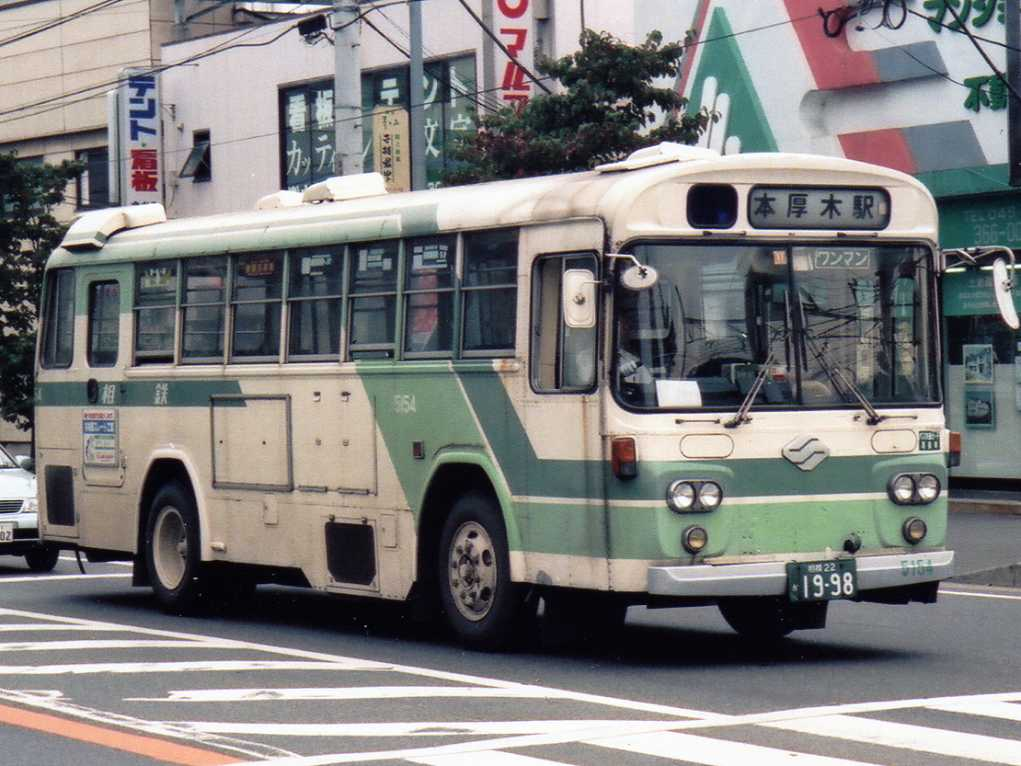
K-ECM430N 相模鉄道 ナロー車 富士4E架装
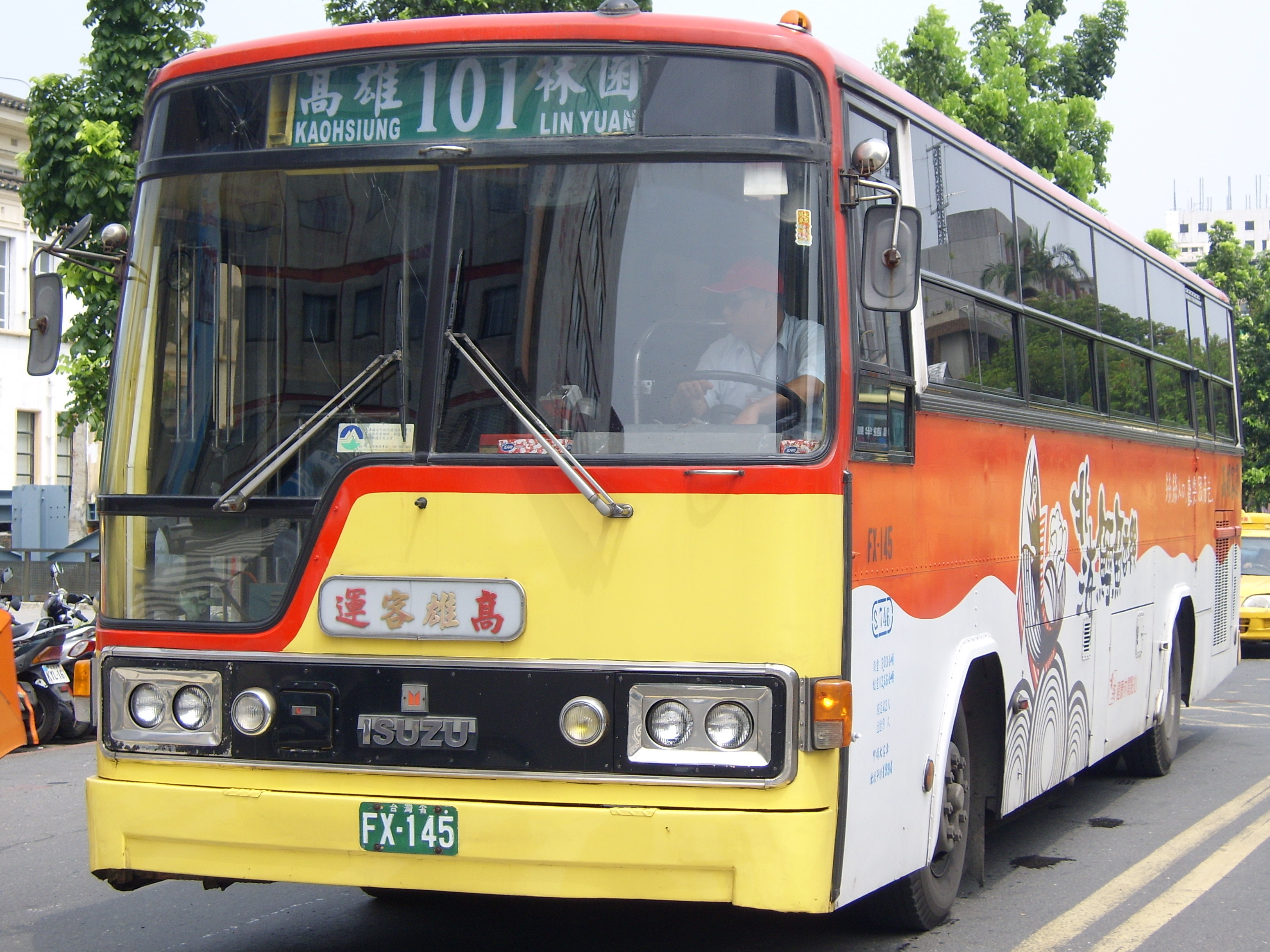
台湾の高雄バス会社のECM500

### キュービックLT
1984年に昭和58年排出ガス規制に適合し、ECM/EDM系からのモデルチェンジで登場。
純正車体の形状は大型車のキュービックLVに準じる。ただし初期の川重製車体はECM/EDM系と同じ形状のモノコックボディで、左側後方にエンジン通気口がない点がECM/EDM系との違いであった。

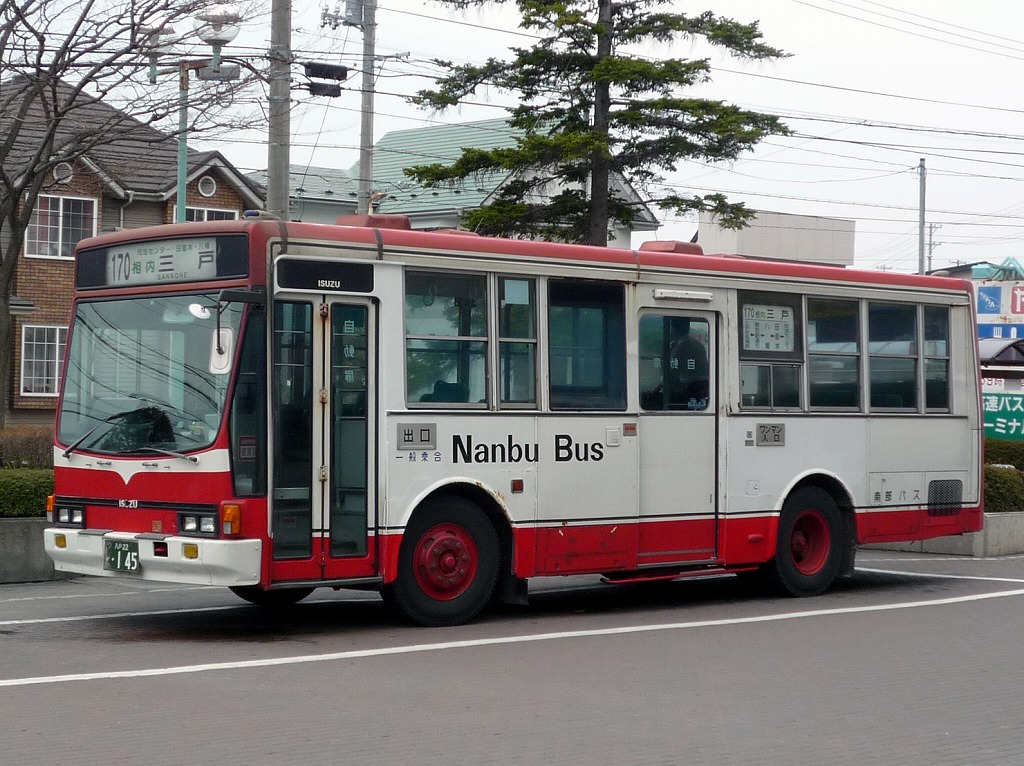
P-LT312J 南部バス
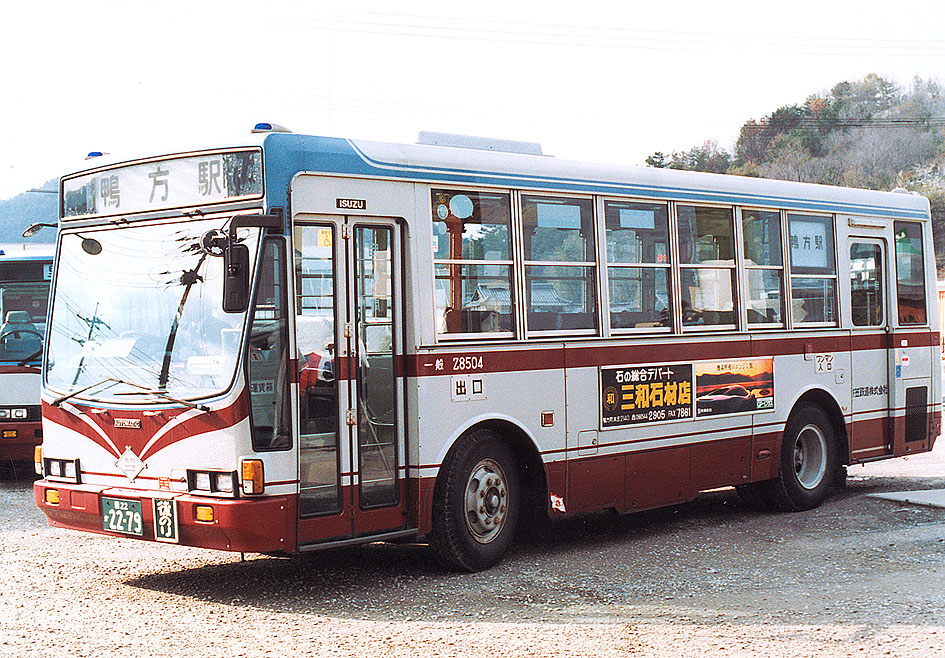
P-LT312J（AUTOMATIC車） 井笠バス
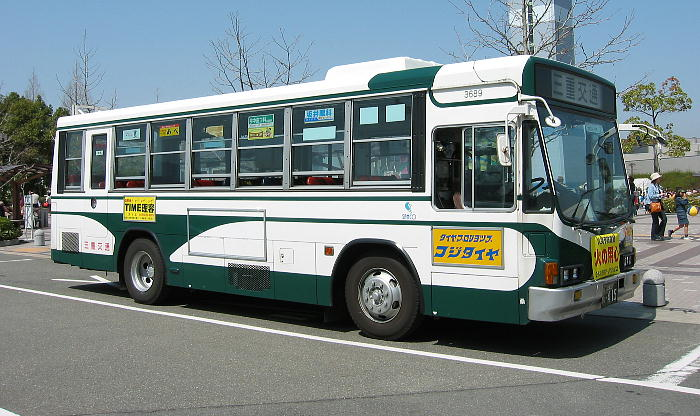
U-LT332J 三重交通
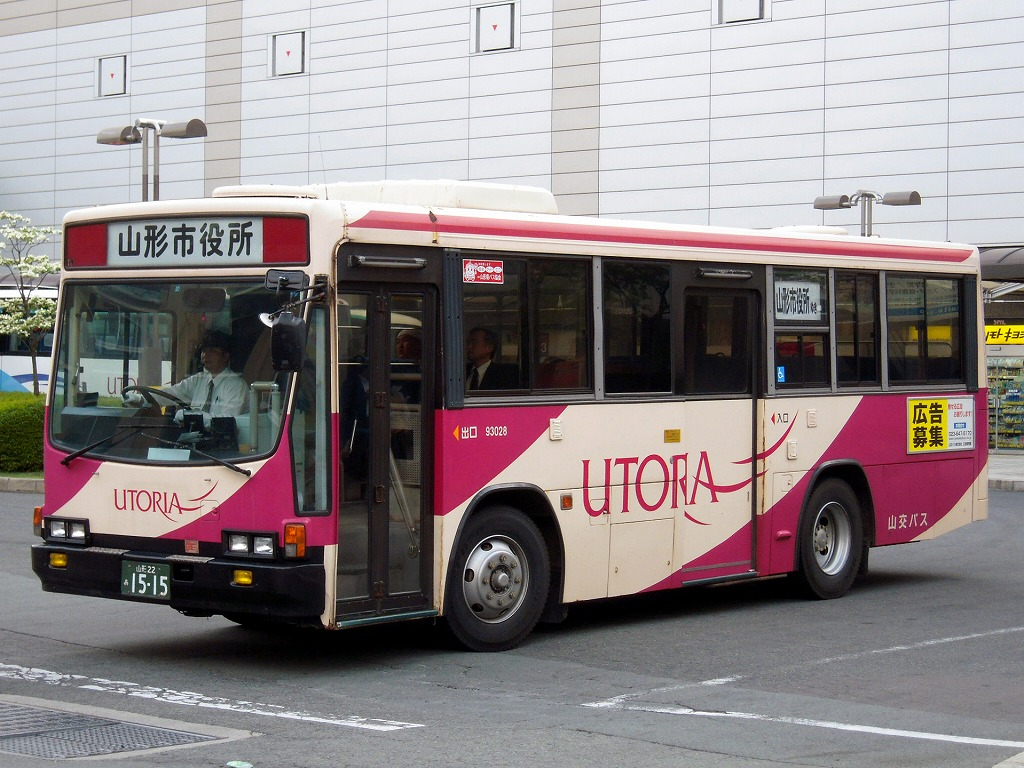
U-LT232J 山交バス
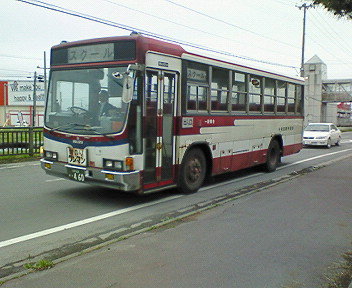
U-LT332J 十和田観光電鉄 トップドア車
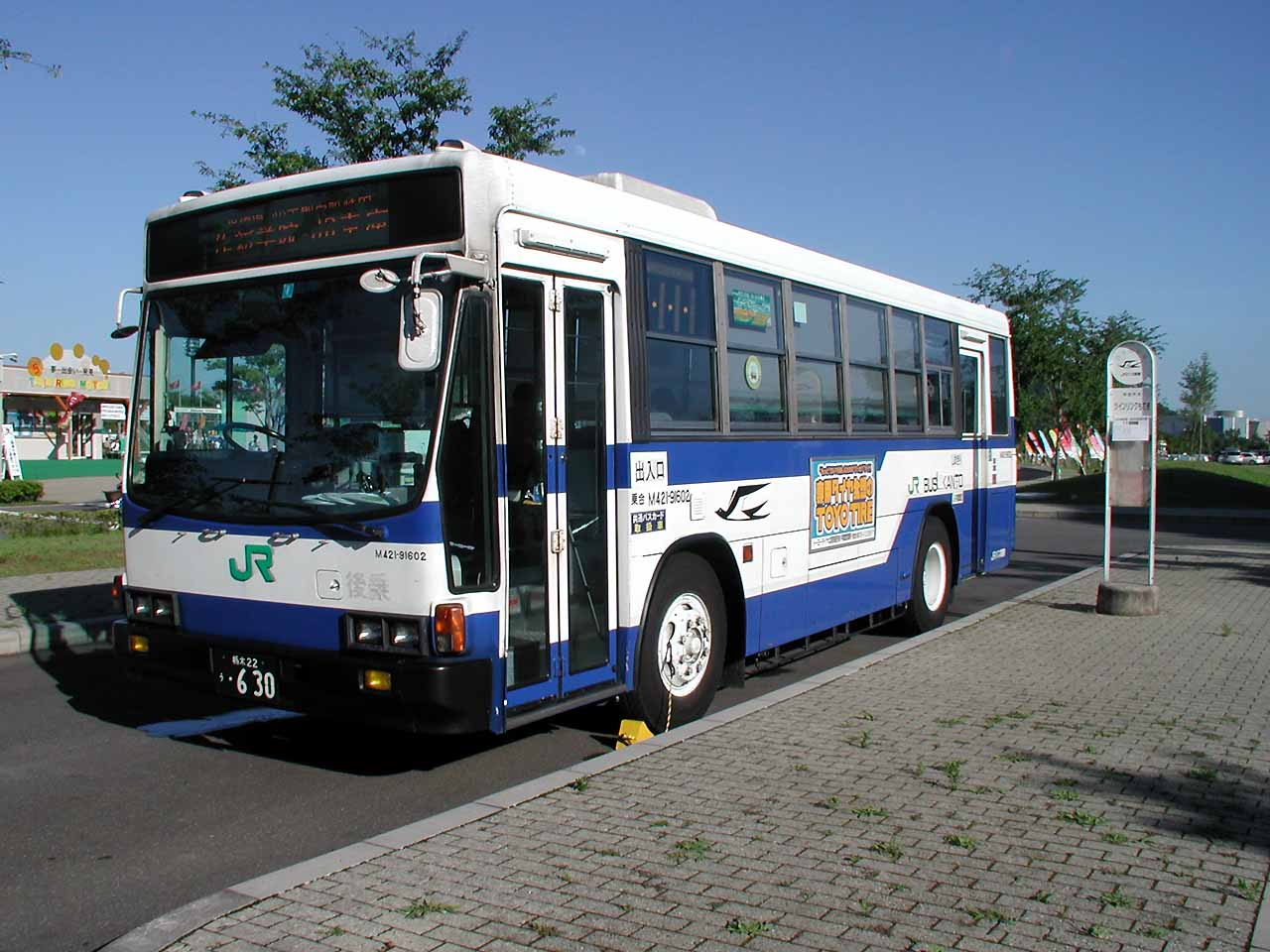
前後ドア車 U-LT232J JRバス関東
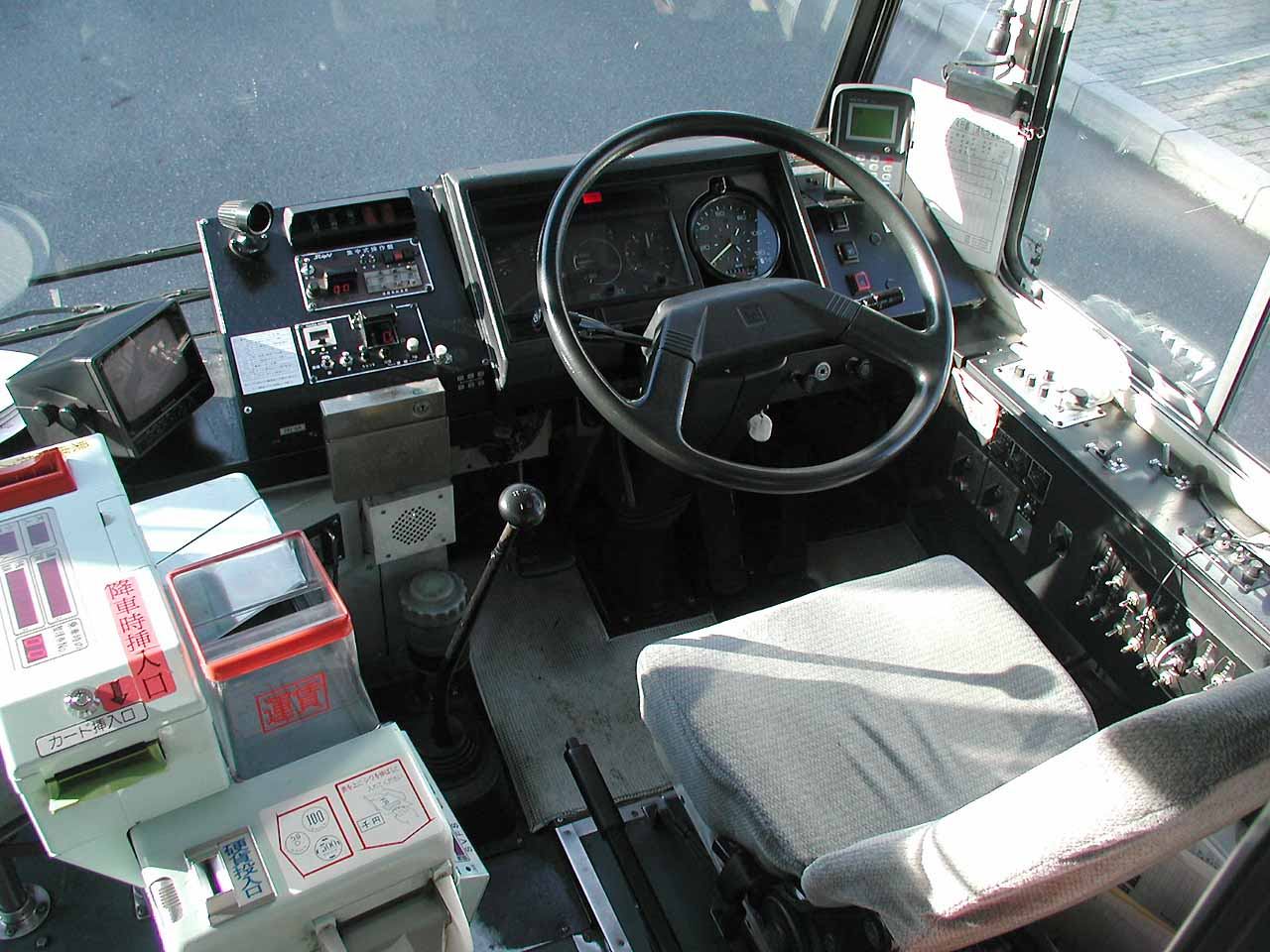
U-LT232Jの運転席 JRバス関東

### エルガLT
2000年6月20日、大型路線バスとともにエルガLTにフルモデルチェンジされた。同時に長期規制（平成11年排出ガス規制）に適合している。
エンジンは中型バス・エルガミオと同様の6HH1-S (165kw/225PS) を採用している。ラインナップはワンステップバスとツーステップバスが設定されたほか、エアサスペンションを採用した車両も発売されている。
型式はエアサス車がKL-LT233J1,J2、リーフサス車がKK-LT333Jとなる。ただし、車両総重量が12tを下回る仕様の場合は平成10年排出ガス規制が適用され、排ガス記号がKK-となる。
なお、日本国内の一部のバス事業者には、6HH1-S型エンジンを搭載したキュービックも存在する（山形県の山交バスに2台、兵庫県の全但バスにKK-LTが在籍する）。
新短期規制に完全移行した2005年8月31日で製造を終了し、いすゞ自動車の9m大型路線バスの歴史に幕を下ろした。

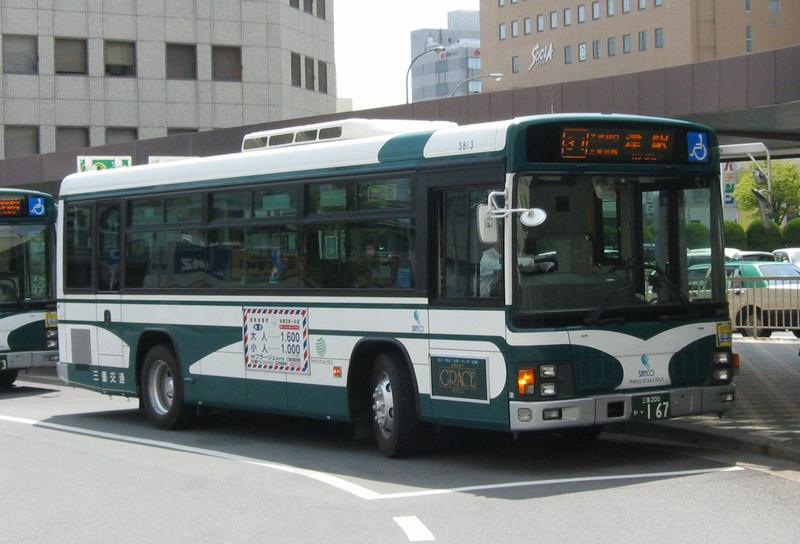
KL-LT233J2 三重交通
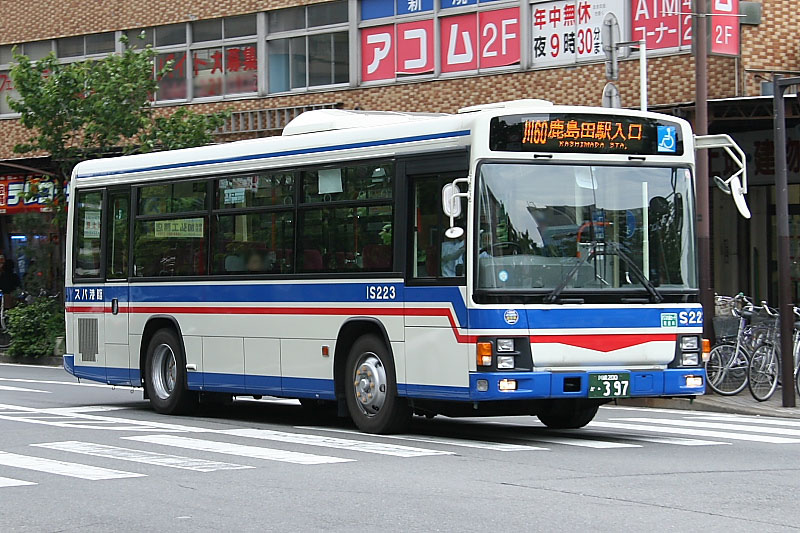
KL-LT233J2 川崎鶴見臨港バス

## 車体
いすゞLT系の車体は大型車と同じ車体を使い、純正車体（川重車体・IKコーチ・いすゞバス製造）の場合は、キュービックもしくはエルガ車体となる。初期の一部にはモノコックボディを架装したLTも存在した。
また、1999年までは富士重工業製の車体のバスも多く製造された。北村製作所製の車体架装車も新潟県など東北・北陸地方などで一定数みられた。西日本車体工業製車体のECM/EDMはごく少数、LT系架装例は皆無と思われる。
純正車体の製造会社は発売当初はいすゞバス製造であったが、いすゞと日野自動車のバス製造事業統合に伴い、途中で両社の合弁会社であるジェイ・バス宇都宮事業所に変更になった。ただし製造会社の変更のみで、製造拠点は旧いすゞバス製造の工場（宇都宮事業所）であった。

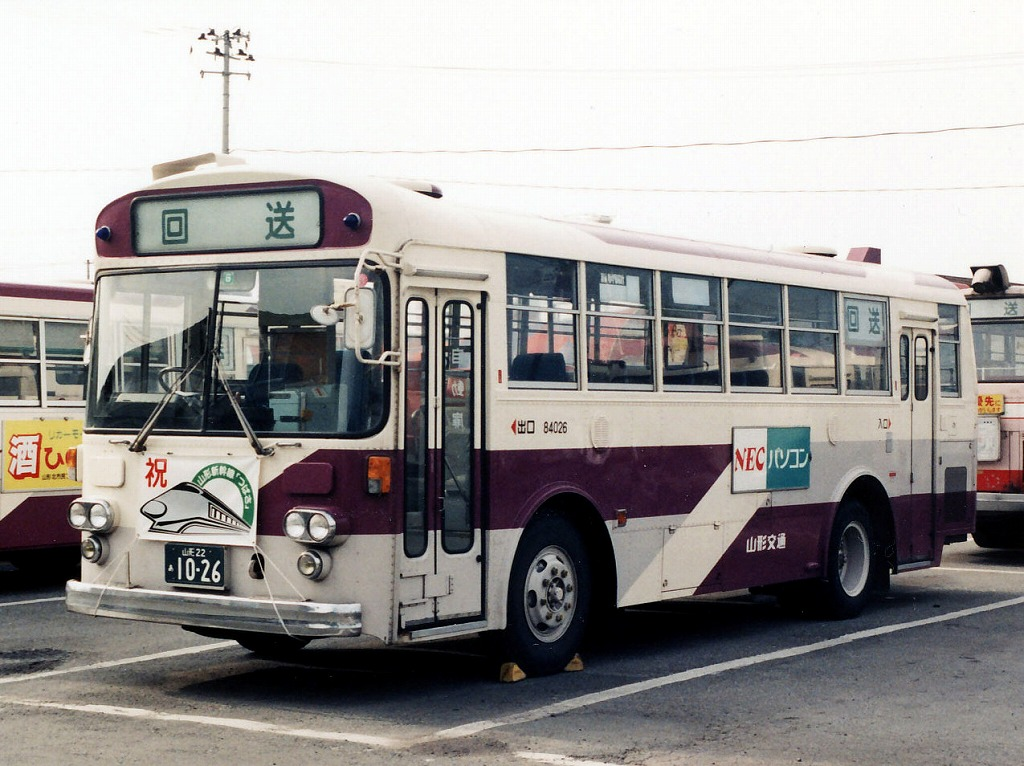
北村車体架装 P-LT312J 山形交通
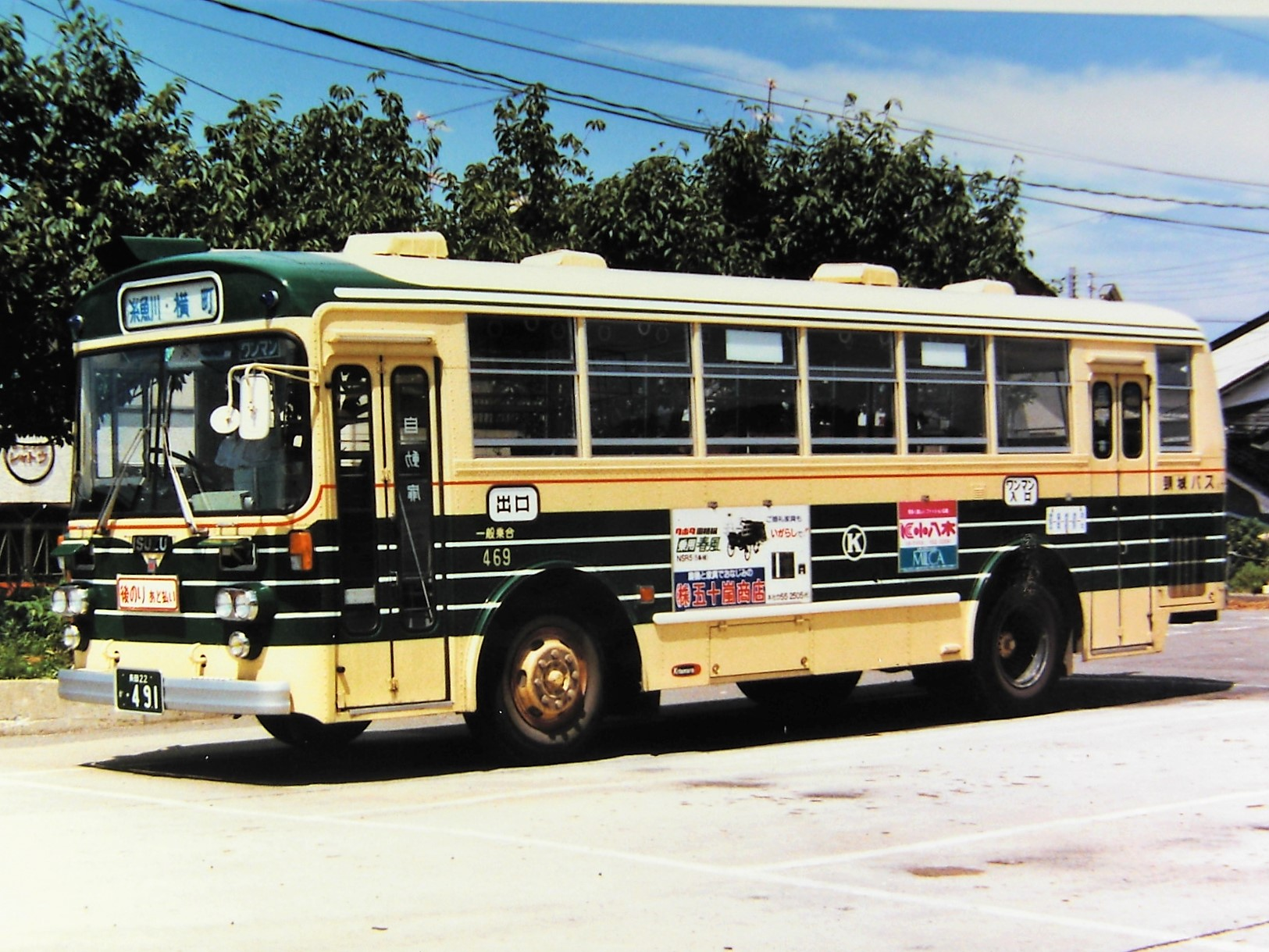
北村車体架装 P-LT312J 頸城自動車
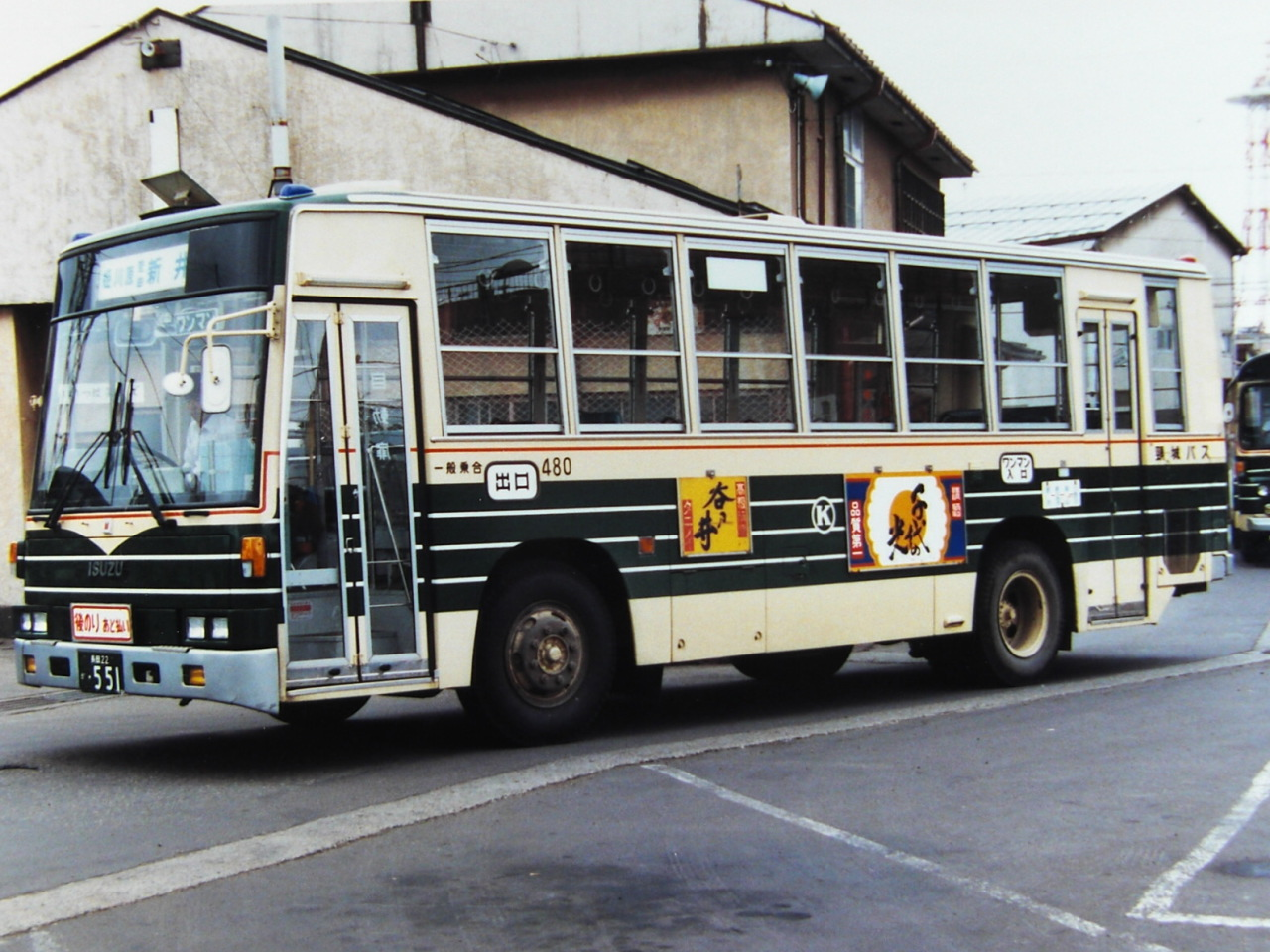
北村スケルトン車体架装 P-LT312J 頸城自動車
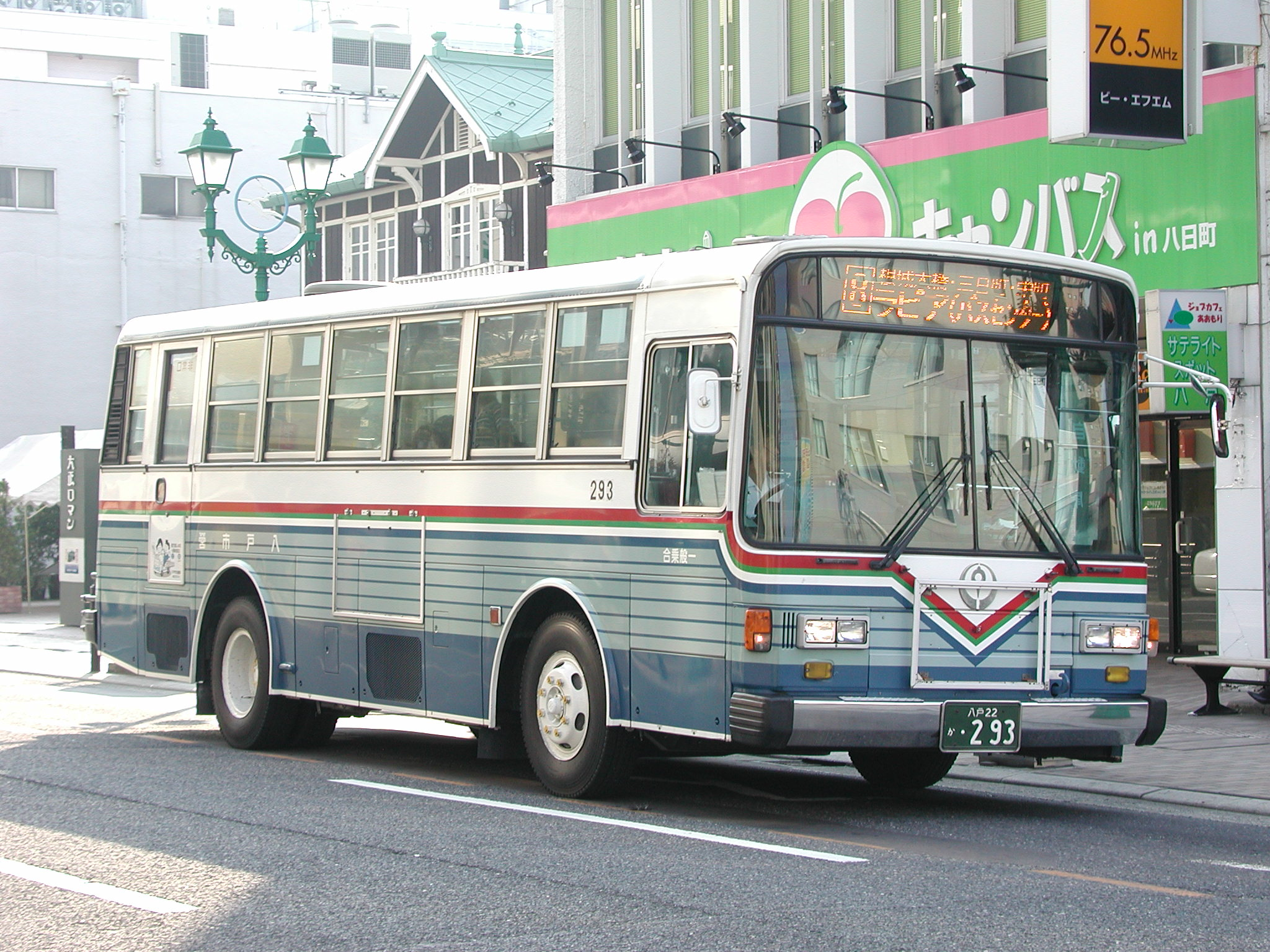
富士5E架装 P-LT312J 八戸市交通部
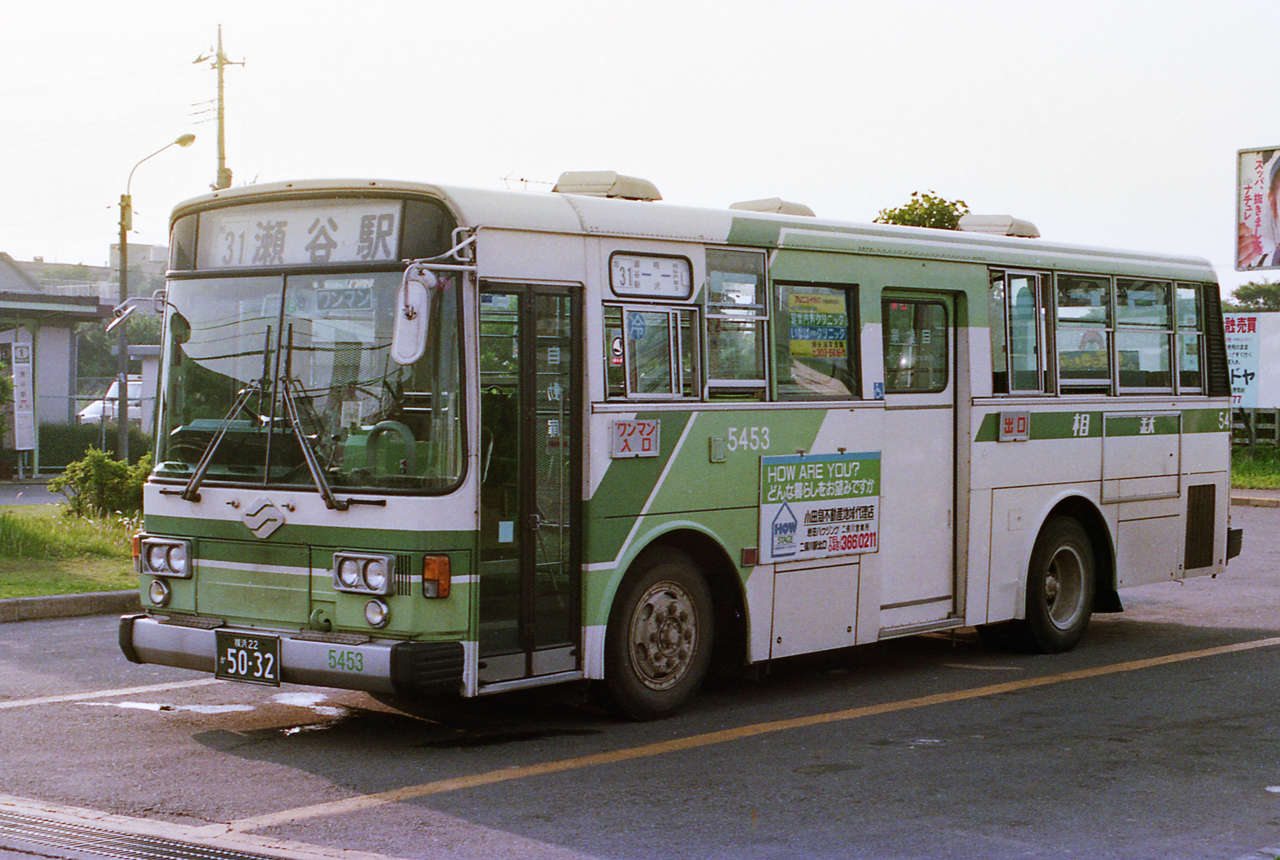
富士6E架装 P-LT312J 相模鉄道
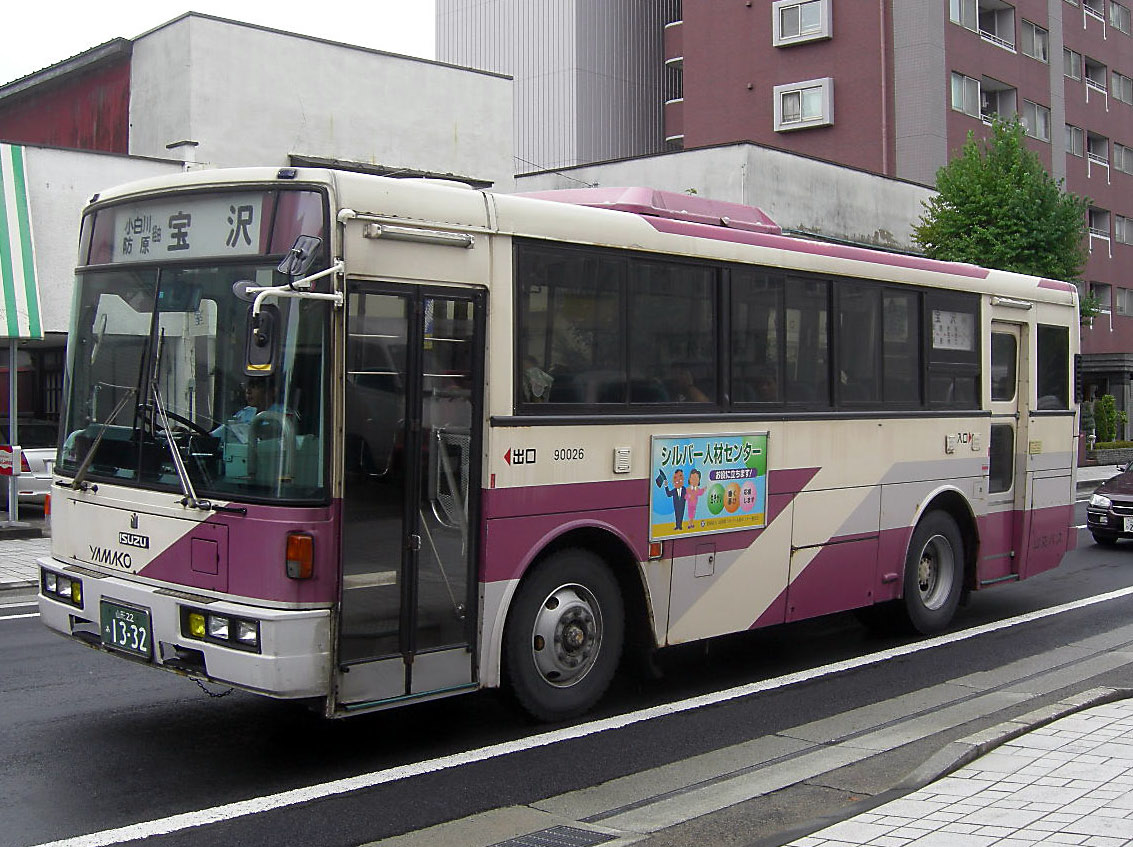
富士7E架装 U-LT232J 山交バス
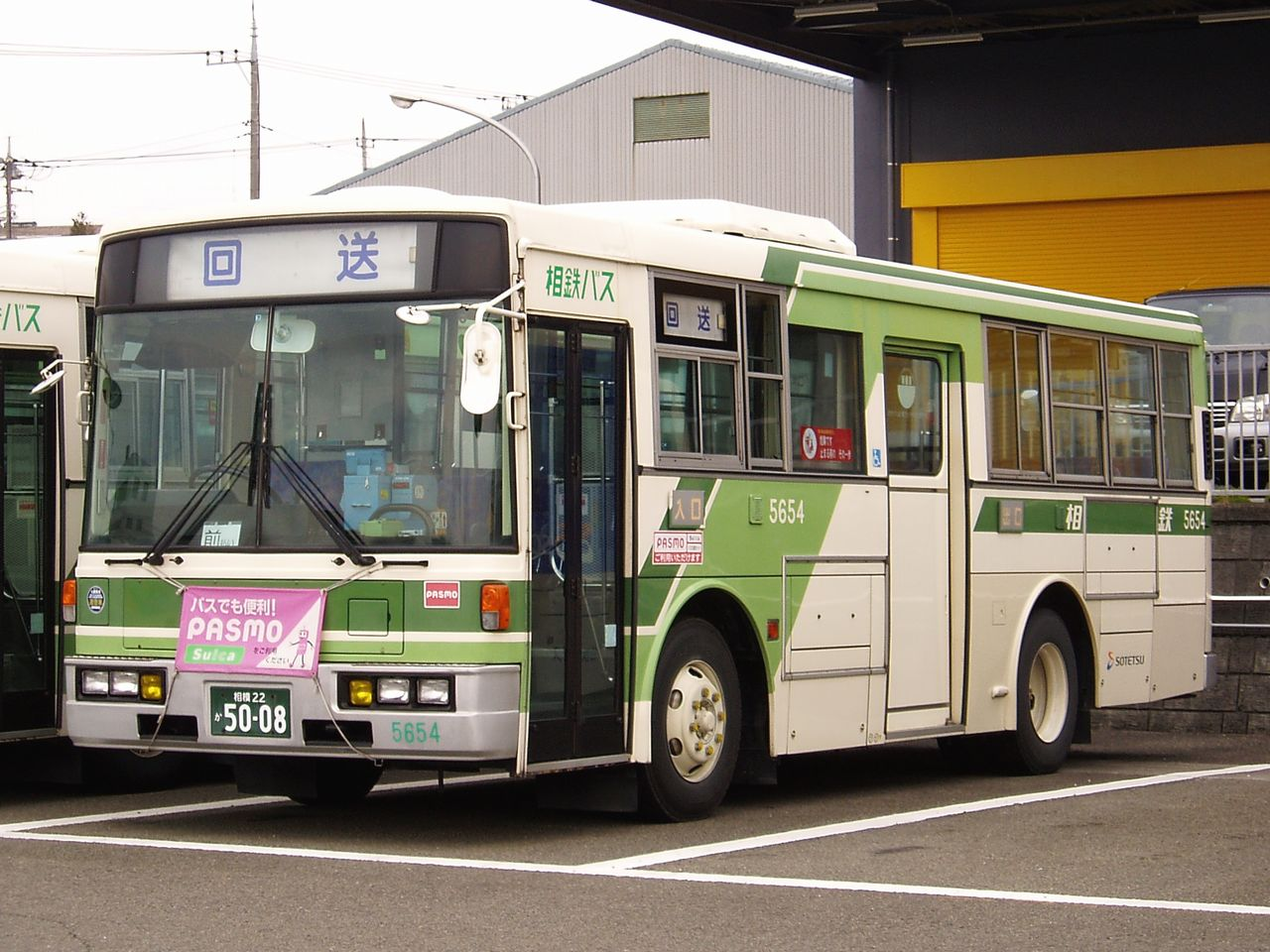
富士7E架装 KC-LT333J 相模鉄道
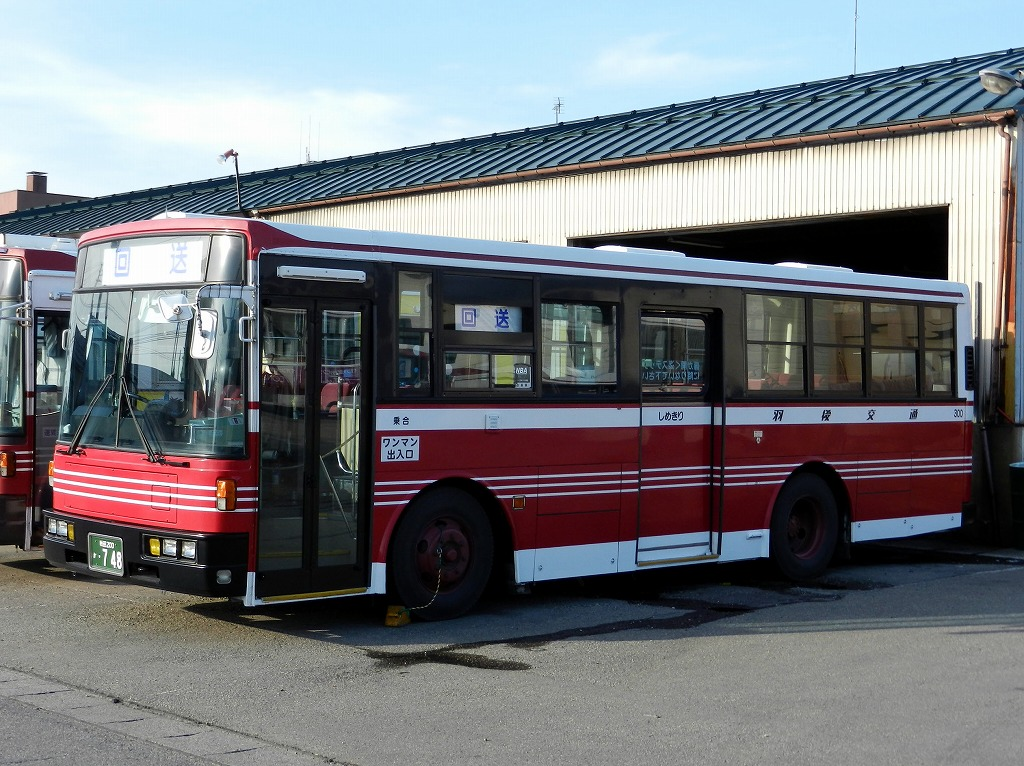
富士7E架装 KC-LT333J 羽後交通
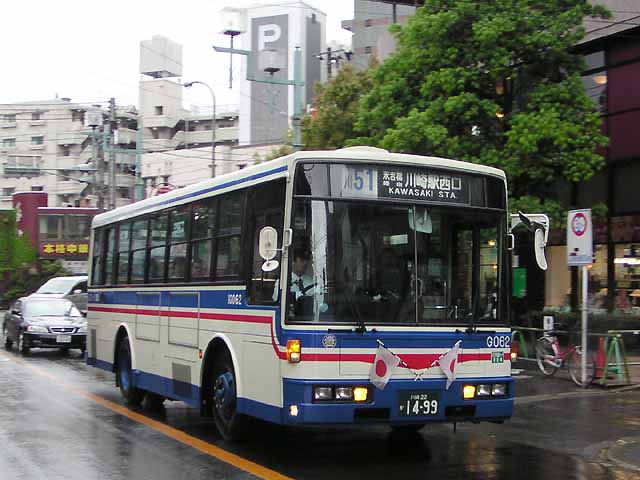
富士7E架装 KC-LT333J 臨港グリーンバス

## 教習車
道路交通法改正前の大型二種免許試験車両に、大型幅の中型車両としてLT系が採用されていた。中型免許制度の新設後は、中型二種免許の試験車両として用いられている。

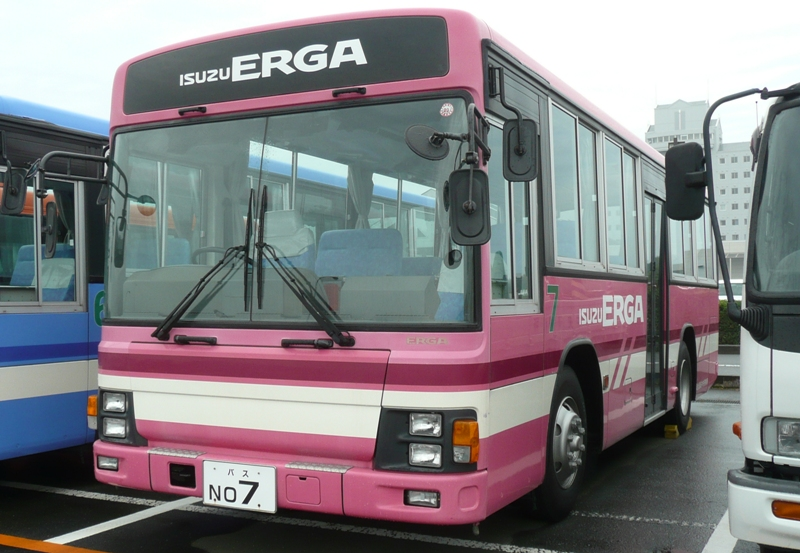
教習車 KL-LT233J2 安全運転中央研修所
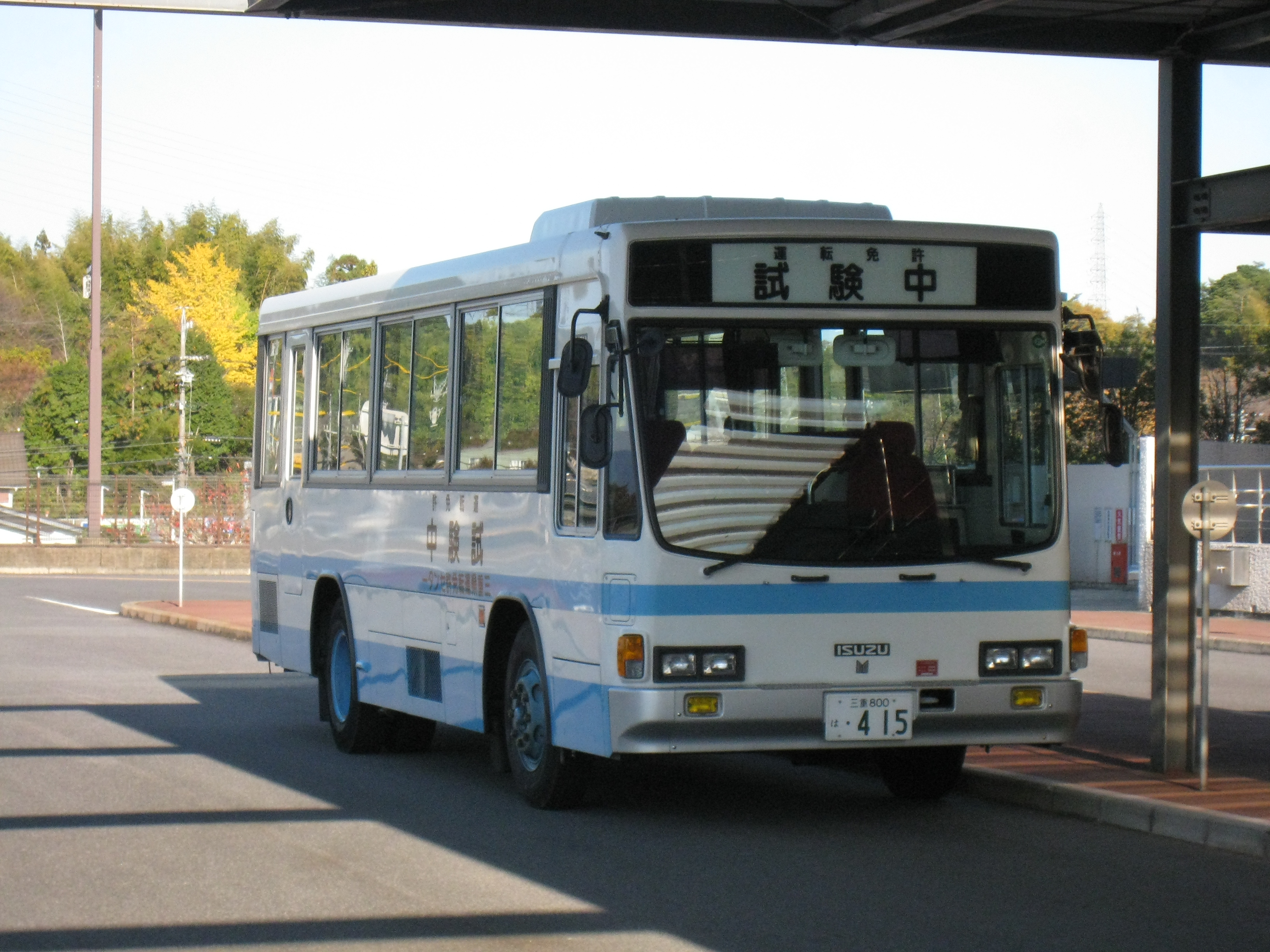
キュービックLT 中型二種試験車 三重県運転免許センター